# Marcelino Soroa y Lasa
Marcelino Soroa y Lasa (Donostia, 1848- 1902) va ser un escriptor en basc.
Va ser el creador del teatre basc modern amb la Sarsuela bilingüe Iriyaena (1876). Altres obres seves són Anton Caicu (1882) comèdia de costums i Alkate Berria (l'alcalde nou) de 1885.